# بي إن سبورتس الولايات المتحدة
بي إن سبورتس الولايات المتحدة الأمريكية (بالإنجليزية: BeIN Sports USA) (يشار إليها عمومًا في الولايات المتحدة باسم beIN Sports) هي شبكة رياضية تلفزيون مدفوعة أمريكية تبث بشكل أساسي أعلى درجات كرة القدم، وتتميز بتغطية حصرية للدوري الإسباني والدوري الفرنسي، بجانب محتوى من بطولات الدوري الأخرى في أوروبا. بالإضافة إلى ذلك، تبث بي إن سبورتس مباريات من رياضات مثل الرجبي وسباق السيارات وكرة اليد وسباق الدراجات النارية والتنس والكرة الطائرة.

## التاريخ
تم إطلاق بي إن سبورتس الولايات المتحدة الأمريكية على مزود الأقمار الصناعية دايركت في 16 أغسطس 2012 بالتزامن مع بداية دوريات كرة القدم الأوروبية موسم 2012-13. تم إطلاق بي إن على شبكة ديش الفضائية في اليوم التالي قبل إضافتها إلى عملاق الكابلات كومكاست في 6 سبتمبر 2012. أضافت فيريزون فيوس خدمة بي إن سبورتس في مارس 2013.
في عام 2016، توصلت قناة بي إن سبورتس إلى اتفاق مع مؤتمر الولايات المتحدة الأمريكية لنقل ألعاب مختارة من كرة القدم وكرة السلة والبيسبول والكرة اللينة. وأيضًا في عام 2016 بدأت بي إن سبورتس في عرض مباريات من دوري كرة القدم لأمريكا الشمالية.
في أغسطس 2018، أسقط عدد من مقدمي التلفزيون الرئيسية الشبكة، بما في ذلك إيه تي آند تي (سواء دايركت ويو فيرس)، فيريزون فيوس، وإكسفينيتي.
في أكتوبر 2018، أعادت رابطة محترفات التنس حقوق البث الخاصة بها إلى قناة التنس. لقد تعرض عقدها مع بي إن (كجزء من صفقة دولية أوسع) لانتقادات من قبل المعجبين للحد من وصول أحداثها، منتقدين جدول غير متسق ومتقطع بسبب التعارض مع كرة القدم الدولية، وانخفاض النقل.

## البرمجة

### حالية

#### كرة القدم الأوروبية
- أوروبا: دوري أبطال أوروبا للسيدات (مباريات باريس سان جيرمان فقط، باستبعاد النهائي)
- النمسا: كأس الاتحاد النمساوي (نهائي فقط)
- فرنسا: الدوري الفرنسي، الدوري الفرنسي الدرجة الثانية، كأس فرنسا، كأس الأبطال الفرنسي
- اسبانيا: الدوري الإسباني
- تركيا: الدوري التركي الممتاز

#### كرة القدم الأخرى
- كوبا ليبرتادوريس
- كوبا سود أمريكانا
- ريكوبا سودأمريكانا
- جولة البرازيل العالمية
- كأس الأمم الأفريقية

#### كرة اليد
- دوري أبطال أوروبا لكرة اليد

#### رياضة السيارات
- بطولة العالم للرالي كروس

#### مصارعة محترفة
- إم إل دبليو فيوجن
- إم إل دبليو أندرغراوند تي قي

### السابق

#### كرة القدم الأوروبية
- إسبانيا: كأس الملك (باستبعاد النهائي) (حتى 2018-19)
- فرنسا: كأس الرابطة الفرنسية (حتى 2019-20)
- السويد: كأس السويد (نصف النهائي والنهائي)[6]

#### رياضة السيارات
- موتوأمريكا (2016 و2017 و 2018)

#### تنس
- بطولات رابطة محترفي التنس 250 نقطة

#### الألعاب الغيلية
- الرابطة الغيلية الرياضية